# 乐清站
乐清站位于中国浙江省温州市乐清市白石街道下阮村，归属上海铁路局，2009年随甬台温铁路正式通车同时启用。

## 历史
2009年正式启用。